# Shadforth
Shadforth – wieś w Anglii, w hrabstwie Durham. Leży 8 km na wschód od miasta Durham i 373 km na północ od Londynu.